# Elche CF
Elche CF är en spansk fotbollsklubb från Elche. Klubben bildades 1923 och säsongen 2012/2013 vann klubben Spaniens andra division och tog plats i La Liga i två säsonger. Efter några år i andra divisionen är de sedan 19/20 tillbaka i La Liga. Hemmamatcherna spelas på Estadio Martinez Valero som tar 39 000 åskådare.

## Historia
Elche CF grundades 1923, och dess första ligasäsong spelades i Tercera División 1929/1930. Sedermera 1934 avancerade klubben till Segunda División 1934, och i slutet av 1950-talet avancerade Elche från tredje divisionen till La Liga.
Klubbens hittills främsta resultat var en femteplats i La Liga säsongen 1963/1964, och samma säsong nådde klubbens B-lag (Elche Ilicitano) Segunda División. 1969 nådde klubben sin hittills enda final i  Copa del Rey, som förlorades mot Athletic Bilbao med 0–1. 
Efter tolv säsonger i La Liga åkte Elche ur 1971, men gjorde återavancemang två år senare. Däremot efter nedflyttning igen 1978 skulle det dröja till 2013/2014 innan klubbens nästa återkomst.
Sejouren i högsta divisionen varade i två säsonger. Den 5 juni 2015 meddelades att Elche flyttades ned eftersom de hade ekonomiska problem. Klubben lyckades lösa den ekonomiska situationen och 2019 tog sig Elche återigen tillbaka till La Liga. Denna gång för att stanna...

## Kända spelare
- Marc Bernaus
- Marcelo Trobbiani
- Mazinho
- Benedict Iroha
- Tomasz Frankowski